# Déversement de pétrole à Norilsk
Le déversement de pétrole à Norilsk est une catastrophe industrielle survenue près de Norilsk, dans le Kraï de Krasnoïarsk, en Russie qui débute le 29 mai 2020, lorsqu'un réservoir de stockage de carburant de la centrale thermique n°3 de Norilsk-Taimyr Energy (appartenant à Nornickel) s'effondre et relâche dans les rivières proches 21 000 mètres cubes (17 500 tonnes) de diesel,. Le président russe Vladimir Poutine déclare l'état d'urgence le 3 juin. L'accident est la deuxième plus grande marée noire de l'histoire russe moderne.

## Cause
Le diesel est utilisé comme combustible d'appoint pour la centrale thermique et électrique à charbon de la Compagnie d'énergie Norilsk-Taïmyr (NTEK) (ru). Le réservoir de stockage de carburant 5 s'effondre à cause de trous dans le fond du réservoir dus à la corrosion ulcéreuse. En 2014, la société avait été chargée par l'agence fédérale russe pour l'environnement Rostekhnadzor de nettoyer d'ici 2015 la rouille de la surface extérieure des murs et du toit des réservoirs et de restaurer le revêtement anticorrosion et, d'ici octobre 2016, d'effectuer une inspection non destructive du fond du réservoir, mais cela n'avait pas été fait,.
Le réservoir 5 s'est effondré lorsque le pergélisol sur lequel il a été construit a commencé à se ramollir. Selon NTEK, « En raison de l'affaissement soudain de supports qui ont servi pendant plus de 30 ans sans problème, le réservoir de stockage de carburant diesel a été endommagé, entraînant une fuite de carburant ».
En tout, 17 500 tonnes de diesel se déversent dans la nature, d'abord dans une zone proche de 18 hectares, puis via la rivière Daldykan (en) (un affluent de la rivière Ambarnaya (en)) et le lac Piassino elles contaminent une superficie de 350 kilomètres carrés. Les efforts de nettoyage sont difficiles car il n'y a pas de routes et les rivières sont trop peu profondes pour les bateaux et les barges. Le coût immédiat des activités de secours d'urgence est estimé à 10 milliards de roubles (146 millions de dollars), avec un coût total de nettoyage de 100 milliards de roubles (1,5 milliard de dollars), ce qui prendrait de 5 à 10 ans. Le coût du nettoyage sera à la charge de Nornickel,.

## Conséquences

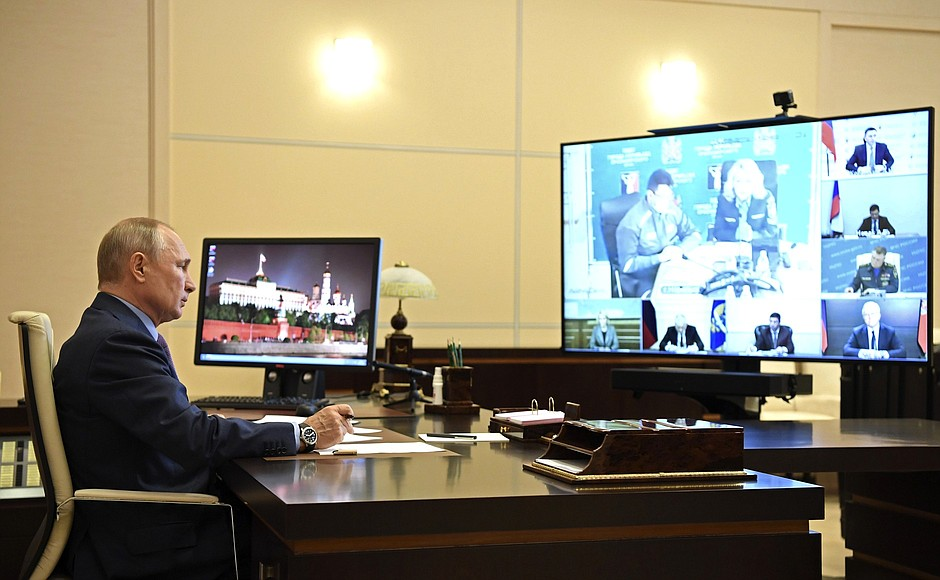
Le président russe Vladimir Poutine préside une réunion sur le déversement de carburant le 3 juin 2020.

Le comité d'enquête fédéral lance une enquête criminelle sur le déversement. Le chef de l'atelier chaudière-turbine de la centrale est placé en détention provisoire, accusé de violation des réglementations environnementales et de négligence,. Selon Evgueni Zinitchev, ministre russe des situations d'urgence, la centrale n'a signalé l'incident qu'après deux jours,après avoir essayé de régler seule le problème.
Le président Vladimir Poutine déclare l'état d'urgence régional et critique les autorités locales pour leur lenteur. Il reproche à Vladimir Potanine, président et principal actionnaire de Norilsk Nickel, de ne pas avoir correctement surveillé la sécurité des réservoirs de carburant de l'usine. Il ordonne une modification de la loi russe pour éviter des accidents similaires à l'avenir. Lors d'une réunion télévisée du 3 juin 2020 consacrée à la gestion des catastrophes, il demande à Sergueï Lipine, le chef du NTEK : « Pourquoi les agences gouvernementales ne l'ont-elles découvert que deux jours après les faits ? Allons-nous en apprendre davantage sur les situations d'urgence à partir des médias sociaux ? »,.
Greenpeace compare les effets environnementaux potentiels du déversement de Norilsk à ceux du déversement de pétrole d'Exxon Valdez en 1989.
Le 4 juin, la télévision publique russe annonce que le déversement a été contenu à l'aide d'une série de barrages flottants spécialement construits sur la rivière Ambarnaya, puis que des blocs de glaces dérivants ont brisé ces barrages, ce qui a permis au déversement d'atteindre le lac Piassino. L'arrivée du pétrole dans ce lac est une menace pour le fleuve Piassina, qui se jette dans l'océan Arctique.
Le procureur général de la Russie (en) ordonne des contrôles de sécurité dans toutes les installations dangereuses construites sur le pergélisol dans l'Arctique russe.